# Defecto Frenkel

Red de NaCl libre de defectos.

2 cationes Na+ han saltado a posiciones intersticiales (los diagramas son una representación en 2 dimensiones de lo que ocurre realmente en 3).

Un defecto de Frenkel es un tipo de defecto puntual en sólidos cristalinos en el que un átomo se desplaza de su posición en la red a un sitio intersticial, creando una vacante en el sitio original y un defecto intersticial en la nueva ubicación dentro del mismo elemento sin cambios en las propiedades químicas.
El fenómeno lleva el nombre del físico soviético Yakov Frenkel (1894-1952), que lo descubrió en 1926.

## Definición
Un «defecto Frenkel», un «par Frenkel» o un «desorden Frenkel» es un tipo de defecto puntual en una red cristalina. El defecto se forma cuando un átomo o ion más pequeño (usualmente un catión) deja su lugar en la red, creando una vacante y se convierte en intersticial alojándose en un lugar cercano. Su principal mecanismo de generación es por irradiación de partículas, ya que su concentración de equilibrio según la distribución de Boltzmann es mucho menor que la distribución de vacantes puras, debido a la gran energía necesaria para la creación de los átomos intersticiales asociados. 
En el caso de un cristal iónico, los cationes son más pequeños que los aniones; son predominantes los defectos Frenkel de los cationes. Este tipo de defectos son los que confieren movilidad iónica al sólido.
Este defecto es ilustrado con un ejemplo de cloruro de sodio.